# 克里斯朵夫·宇谁·德·肯纳坦
克里斯朵夫·宇谁·德·肯纳坦（法語：Christophe Huchet de Quénetain），又稱克里斯朵夫·德·肯纳坦，生于1974年，为法国古董商、装饰艺术专家、博士、艺术史学家。精通十七、十八、十九世纪装饰艺术，授勋法兰西艺术与文学骑士勋章。

## 生平
克里斯朵夫·宇谁·德·肯纳坦为伯爵将军博特兰·德·肯纳坦之孙，巴黎索邦大学艺术史博士。学歷始于法学，深造于法国卢浮宫学院、巴黎布勒学院，后致力于对18世纪巴黎家具木工大师的研究，并取得艺术史硕士研究生学位DEA及高等研究实践学院研究生学位。
作为17、18和19世纪艺术史学家艺术史学家，他于2003年发表了研究木匠大师Pierre Garnier 的专题论文，随后发表了关于其父François Garnier 大师的论文。2005年又发表一本专著聚焦了Pierre-Phillippe Thomire家具的生产以及相关的摄政风格和帝国Empire风格。从事法国高级国防学院（又称国立国防高等研究所）审计员之后，克里斯朵夫又撰写了研究尼古拉斯·贝斯尼尔（Nicolas Besnier）的专著，后者为著名的建筑师、皇家金银器供应商，并身兼Beauvais皇家挂毯制造厂总监及巴黎市政府助理法官数职。在图片领域，他制作了Étienne-Barthélémy Garnier专着 的目录。
作为古董专家及古董商，他于2010年受邀参加了大皇宫的古董双年展，展示了由高级订制时装设计师艾历克西斯·马毕跨界设计的一对扶椅。于2012年起，他活跃于马斯特里赫特的欧洲艺术和古董博览会。先参与“陈列”单元，后加入艾芜凌-让-玛丽-罗西画廊团队参与策划了许多精彩展厅：查尔斯·赞纳或皮埃尔·尤万诺维奇的设计加上巴斯卡尔·马汀·泰佑和丹尼尔·布伦等当代大师的作品。他于2017年被任命为董事会成员和欧洲美术基金会执行委员会成员。
作为资深古董咨询师及捐赠人，克里斯朵夫·宇谁·德·肯纳坦参与了众多重量级艺术品的入驻与捐赠，如卢浮宫、罗斯柴尔德收藏、卡塔尔多哈国家博物馆、渥太华的加拿大国家美术馆以及特鲁瓦美术博物馆、 路易斯·菲利普博物馆等私人或公立艺术机构的藏品收纳计划。

## 荣誉
- 法兰西艺术与文学骑士勋章。

## 展览
- 弗朗索瓦·布歇，世界视野的碎片, 丹麦霍尔特市Holtegaard，2012年8月17日至11月4日，由FrançoiseJoulie策划。
- 帝国与皇家，塞弗尔瓷器的黄金时代，巴黎，艾利琳画廊，2016年9月8日至10月9日，由卡米尔·勒普林斯（Camille Leprince）策划。

## 刊物
- 皮埃尔·加尼尔（ Pierre Garnier） ，1726年/ 27-1806年，科林·贝利（ Colin Bailey），巴黎，2003年，ISBN 2859173919 OCLC 54374659 。
- ” 很少有法国镀金青铜保存在华盛顿特区的白宫， “《日刊》，皮埃尔·伯格和协会，no 6 ，2005年3月日，p. 54-57 OCLC 62701407 。
- ” 工作台... “《日刊》， PierreBergé ＆associés，no 6 ，2005年3月日，p. 26-27 OCLC 62701407 。
- ” 冥想 “《日刊》， PierreBergé ＆associés，no 6 ，2005年3月日，p. 24-25 OCLC 62701407 。
- “弗朗索瓦·加尼尔（FrançoisGarnier）”，萨尔（Saur），《 AllgemeinesKünstlerlexikon-世界艺术家传记词典》 ，第比尔登登·肯斯特（ Die BildendenKünstleraller Zeiten undVölker），乐队49，加尔奇克·卡斯帕迪（Garchik-Càspàrdy），慕尼黑，莱比锡，KG萨尔出版社，2006年，p. 372 。
- 《领事和帝国风格》 ，风格集，巴黎，2006年，ISBN 2859174133 OCLC 63693193 。
- “ Pierre Garnier”， Saur，AllgemeinesKünstlerlexikon-世界艺术家自传字典，Die BildendenKünstleraller Zeiten undVölker，乐队49，加尔奇克-卡斯帕迪，慕尼黑，莱比锡，2006年，p. 380-382 。
- 皮埃尔·高尔（Pierre Golle）， 《邮票-艺术的对象，no 416 ，2006年9月。
- 一对安东尼奥·阿斯普鲁奇和安东尼奥·兰杜奇的新古典扶手椅“ 的跨界 Alexis Mabille，巴黎，2010年。
- ” 巴黎工匠和艺术家王朝的起源：弗朗索瓦·卡尼尔（FrançoisGarnier，卒于1760年），木匠大师，皮埃尔·卡尼尔（Pierre Garnier）的父亲（1726 / 27-1806），木匠木匠大师，Étienne-BarthélémyGarnier（1759- 1849年），历史画家。 »，家具历史，第XLVIII卷，2012年，p. 105-139 。
- 弗朗索瓦·布歇（ FrançoisBoucher） ，《世界视野的片段》,（ FrançoisBoucher 70 Bacchus and Ariadne ， Bacchus用法国和纳瓦拉的武器从“诸神之爱的悬挂”转变为葡萄）。丹麦霍尔特市Holtegaard，2012年8月17日至11月4日，2013年巴黎，ISBN 978-2-7572-0623-2 。
- “洛伦佐·邦农切利（Lorenzo Bononcelli），”斯卡利奥拉的画家，“为萨沃伊的Victor-AmédéeII服务”，ArtItalies，意大利艺术史学家协会公告，no 21, 2015年月日。
- 与纪尧姆·塞雷特（GuillaumeSéret）合作，“关于罗斯柴尔德藏品中的一些花瓶，并保存在法国的公共藏品中”，《法国瓷器学会杂志》，第五卷，2015年，p. 213-228 。
- 与纪尧姆·塞雷（GuillaumeSéret）一起，“从目录到帝国 ：走向复兴的陶瓷家具”，作者：安托万·德比斯（Antoine d'Albis），克里斯托弗·拜耶勒（Christophe Beyeler），卡米尔·勒普里斯（Camille Leprince）（编。 ），维克多·安德烈·马塞纳（Victor- AndréMasséna ），里沃利公爵埃斯林王子（首府）。 ），塔玛拉·普罗（TamaraPréaud），克里斯托弗·休克（Christophe Huchet de Quénetain），纪尧姆·塞雷特（GuillaumeSéret），凯瑟琳·塞克斯·特鲁维（Catherine Seux-Trouvet），拿破仑与塞夫尔（ Napoléon ＆ Sèvres） ，《为帝国服务的瓷器艺术》，巴黎，2016年，p. 128-144 ，ISBN 9782954989747 。
- 与纪尧姆·塞雷特（GuillaumeSéret）合着的《对庞巴度夫人收藏的中国猫坐在铜垫上的思考》，《科纳吉研究杂志》，第四期，2019年3月，p. 96-113 [4] 。